# Grimpoteuthis wuelkeri
Grimpoteuthis wuelkeri — вид восьминогів родини Opisthoteuthidae.

## Поширення
Вид відомий з континентальних схилів у північно-східній та північно-західній частині Атлантики. Трапляється на глибині 1500—2100 м.

## Опис
Тіло завдовжки до 400 мм, мантія — 115 міліметрів. Розмах плавника становить близько 70 % від загальної довжини восьминога. Оболонка має форму літери «U». На руках є приблизно від 60 до 70 присосок і ці присоски не є диморфними статево. Мантія вкриває 2-3 довжини рук.